# M45 (미사일)
M45 미사일은 현재 프랑스 해군의 주력 잠수함 발사형 ICBM이다. 48발의 미사일이 실전배치되어 있다.
M4 미사일을 개량한 것이다. 원래는 지상발사형 ICBM이 고려되어으나, 모든 육상 핵미사일을 폐기하고 해군 핵미사일만 배치하기로 프랑스 국방정책이 변경되면서, 1996년 그 계획은 취소되었다.
4000 km에서 6000 km로 사거리가 늘어났다. 새로운 TNT 100 kt급의 TN-75 핵탄두 6개를 장착했다. 프랑스 해군은 290발의 TN-75 핵탄두를 보유하고 있다. 이전의 150 kt급 TN-71 핵탄두 보다 더 소형화된 탄두이며, 더 단단해졌고, 스텔스 기술이 적용되었다.
내부항법장치를 사용하며, 컴퓨터 탄두 비행 제어를 통해 350 m의 CEP의 정확도를 가진다.
2010년부터 M51 미사일로 대체될 것이다.
1986년 3월 M4 미사일은 6000 km의 목표물을 명중했다. 이것은 후에 M45 미사일이라는 소문이 있었다.
2004년 6월 1일 밤에 트리옹팡급 잠수함 Vigilant호에서 M45 미사일이 발사되었다.

## 같이 보기
- TN-75 핵탄두
- MIRV
- M4 미사일
- M51 미사일